# Juan Manuel Gárate
Juan Manuel Gárate Cepa, född 24 april 1976 i Irun, är en spansk professionell tävlingscyklist. Hans namn förkortas ibland till "Juanma" Gárate.
Gárate tävlar för det nederländska UCI ProTour-stallet Rabobank sedan säsongen 2009. Han blev professionell med det italienska stallet Lampre-Daikin 2000 och tävlade med dem under fyra år innan han valde att bli medlem av det spanska stallet Saunier Duval-Prodir. Under ett år tävlade han med det spanska stallet innan han valde att fortsätta med det belgiska Quick Step-Innergetic.
Gárate slutade på fjärde plats sammanlagt i Giro d'Italia 2002. Tre år senare slutade han femma i samma tävling och ett år senare vann han bergspristävling och slutade då sjua i det italienska etapploppet. Det spanska nationsmästerskapet vann han 2005. 
På etapp 3 av Paris-Nice 2009 slutade spanjoren på sjätte plats. Under Critérium du Dauphiné Libéré slutade han på fjärde plats på etapp 6 bakom Pierrick Fédrigo, Jurgen Van De Walle och Stéphane Goubert. När tävlingen var avslutad stod det klart att Juan Manuel Gárate hade slutat trea på Critérium du Dauphiné Libérés bergstävling bakom Fédrigo och David Moncoutié. Juan Manuel Gárate vann etapp 20 av Tour de France 2009 uppför Mont Ventoux.

## Meriter
2001 - Lampre-Daikin
Etapp 14, Vuelta a España
2002 - Lampre-Daikin
4:a, Giro d'Italia
Etapp 7, Schweiz runt
Etapp 3, Giro del Trentino
2005 - Saunier Duval-Prodir
 Nationsmästerskapens linjelopp
5:a, Giro d'Italia 2005
Vuelta a Andalucía
Bergspristävlingen
Metas Volantes tävling
2006 - Quick Step-Innergetic
7:a, Giro d'Italia 2006
Etapp 19
 Bergspristävlingen
2009 - Rabobank
1:a, etapp 20, Tour de France 2009
3:a, Bergspristävlingen, Critérium du Dauphiné Libéré

## Stall
- Lampre 2000–2004
- Saunier Duval-Prodir 2005
- Quick Step-Innergetic 2006–2008
- Rabobank 2009–